# Deutsche Volleyball-Bundesliga 1984/85 (Frauen)
Die Saison 1984/85 der Volleyball-Bundesliga war die neunte Ausgabe dieses Wettbewerbs. Die TG Viktoria Augsburg wurde zum ersten Mal Deutscher Meister. Langenhorn und Schwerte mussten absteigen.

## Mannschaften
In dieser Saison spielten zehn Mannschaften in der Bundesliga:
- TG Viktoria Augsburg
- SG/JDZ Feuerbach
- SC Langenhorn
- SV Lohhof
- USC Münster
- VfL Oythe
- TG Rüsselsheim
- 1. VC Schwerte
- TuS Stuttgart
- TSV Vilsbiburg

Als Titelverteidiger trat der SV Lohhof an. Aufsteiger waren der SC Langenhorn, der 1. VC Schwerte und dei TG Rüsselsheim.

## Tabelle Hauptrunde
|     | Verein          | Punkte | Sätze |
| --- | --------------- | ------ | ----- |
| 1.  | Augsburg        | 32:4   | 49:13 |
| 2.  | Lohhof (M,P)    | 30:6   | 48:15 |
| 3.  | Münster         | 24:12  | 45:23 |
| 4.  | Oythe           | 22:14  | 38:33 |
| 5.  | Rüsselsheim (N) | 22:14  | 33:35 |
| 6.  | Feuerbach       | 20:16  | 38:26 |
| 7.  | Vilsbiburg      | 14:22  | 31:40 |
| 8.  | Stuttgart       | 8:28   | 22:45 |
| 9.  | Langenhorn (N)  | 6:30   | 16:49 |
| 10. | Schwerte (N)    | 2:34   | 10:51 |

## Tabelle Endrunde
Die vier bestplatzierten Mannschaften der Hauptrunde bestritten die Endrunde. Die in der Hauptrunde erzielten Punkte wurden halbiert in die Endrunde mitgenommen.
|    | Verein       | Punkte | Sätze |
| -- | ------------ | ------ | ----- |
| 1. | Augsburg     | 26:4   | 54:19 |
| 2. | Lohhof (M,P) | 21:9   | 60:28 |
| 3. | Münster      | 20:10  | 57:32 |
| 4. | Oythe        | 11:19  | 45:51 |

|     | Absteiger in die 2. Bundesliga   |
| (M) | Meister der Vorsaison            |
| (P) | Pokalsieger der Vorsaison        |
| (N) | Aufsteiger aus der 2. Bundesliga |